# Demeter
Trong thần thoại Hy Lạp, nữ thần Demeter (tiếng Hy Lạp:Δημήτηρ) là một trong mười hai vị thần trên đỉnh Olympus. Demeter là chị gái của thần tối cao Zeus và là mẹ của nữ thần Persephone.
Demeter là nữ thần của nông nghiệp, thiên nhiên, mùa màng và sự sung túc.

## Truyền thuyết
Demeter là cô con gái thứ hai của hai chị em cũng như hai vợ chồng Rhea và Cronus. Khi bà ra đời thì bị cha nuốt chửng. Sau này nhờ thần Zeus giải phóng mới thoát ra.

### Demeter và Poseidon
Demeter và Zeus có một cô con gái là Persephone. Ngoài với Zeus, bà có con với Poseidon. Câu chuyện như sau:
Poseidon vốn đã để ý đến bà từ lâu vì vẻ ngoài xinh đẹp của bà nhưng Demeter cứ lẩn tránh. Ông nghĩ ra một kế: Biến thành một con ngựa đến ân ái với Demeter. Kết quả là Demeter sinh một con tuấn mã. Một sự kết hợp giữa đất và nước.

### Demeter và Persephone
Về chuyện Demeter có con với thần Zeus, sinh ra một cô con gái, tên là Persephone. Một hôm Hades lên gặp Zeus và xin được cưới Persephone. Zeus phân vân, nhưng Hades đã đề nghị rằng mình sẽ tự tay bắt cóc nàng để khỏi liên lụy. Zeus đồng ý, và thế là Hades liền bay xuống vùng đất mà Persephone đang dạo chơi. Thần tạo ra một bông hoa thơm ngát. Persephone thích thú chạm vào bông hoa, ngay lập tức mặt đất nứt ra và bàn tay của Hades kéo cô xuống địa ngục.

#### Demeter đi tìm con
Bị Hades bắt về làm vợ, Persephone đòi Hades trả về nhưng thần không nghe.
Còn Demeter, bà đi khắp nơi này đến nơi khác tìm con. Sau nhiều ngày đêm, bà tìm chúa tể của mặt trời là Helios (tất cả các sự kiện trong ngày ông đều biết). Ông kể hết cho nữ thần nghe. Demeter liền đi phiêu bạt đó đây không ai biết được tung tích. Cây cối khô cằn, nạn đói xảy ra, nhiều người chết. Zeus sai bao nhiêu vị thần giục bà quay lại nhưng bà không nghe. Zeus bèn sai Hermes xuống mời Demeter lên họp. Demeter trả lời rằng nếu không có con bà sẽ không trông nom mùa màng nữa. Zeus sai Hermes xuống mời Persephone trở về. Hades đoán ngay em mình sẽ để vợ vĩnh viễn trên mặt đất, thần đưa Persephone một quả lựu và Persephone ăn 4 (hoặc 6) trong số 12 hạt có trong quả lựu để ăn rồi về. Ác thay với người Hy Lạp lựu là biểu tượng của vợ chồng, vì thế coi như Persephone có mối quan hệ ràng buộc với Hades. Mặt khác, thần linh đã quy định người đã ăn đồ dưới âm phủ, sẽ thuộc về âm phủ. Do Persephone đã ăn lựu ở âm phủ nên nàng đã trở thành người của âm phủ.
Theo phán quyết của Zeus và bà mẹ Rhea, Persephone sống sáu tháng với chồng còn lại sống với mẹ. Thời gian Persephone ở với chồng gây ra mùa thu và mùa đông. Những tháng còn lại, khi nàng được ở với mẹ của mình, đó là mùa xuân và mùa hạ, cây cối xanh tươi.

## Sự thờ cúng

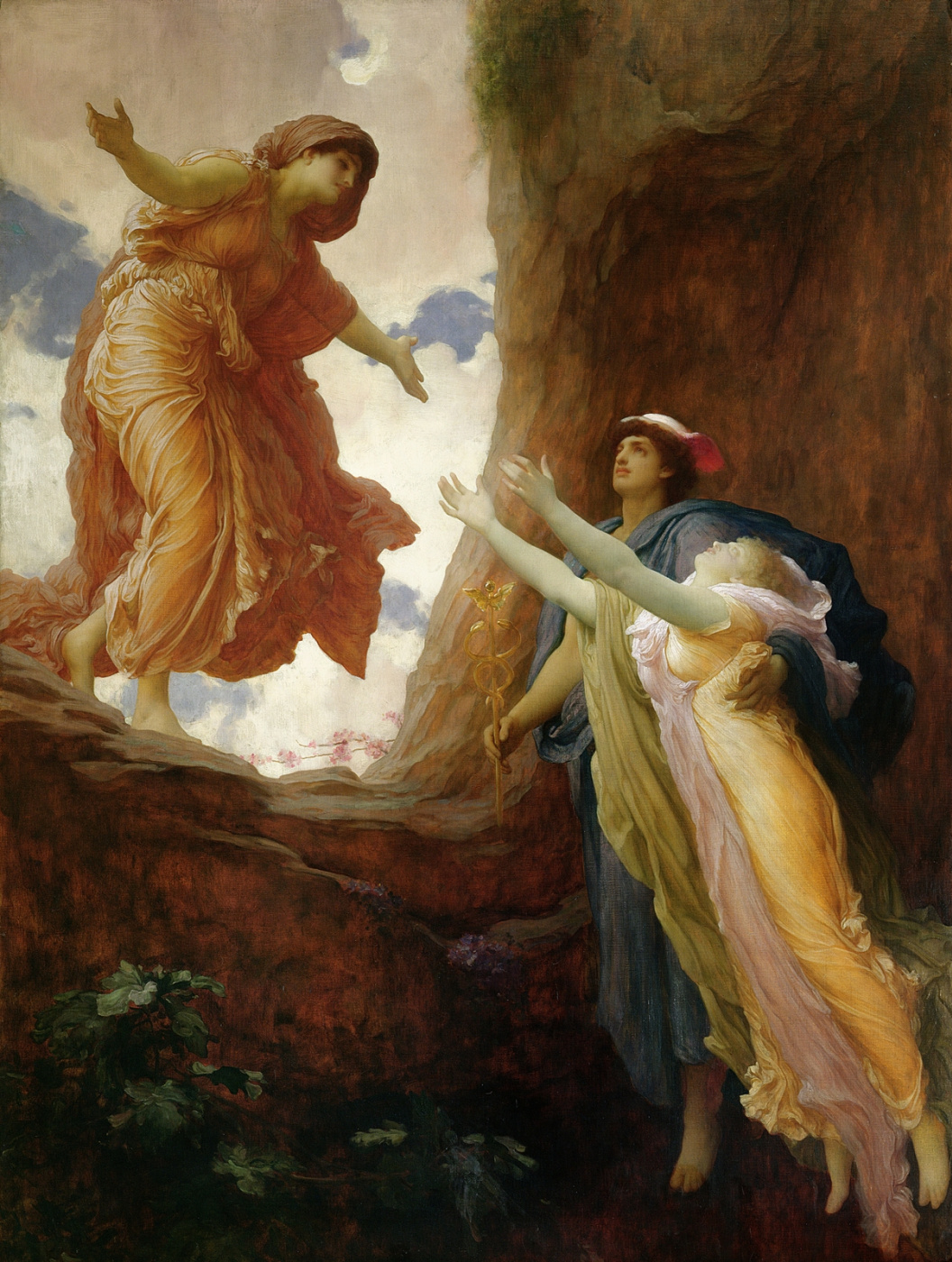
Tranh vẽ Persephone trở về
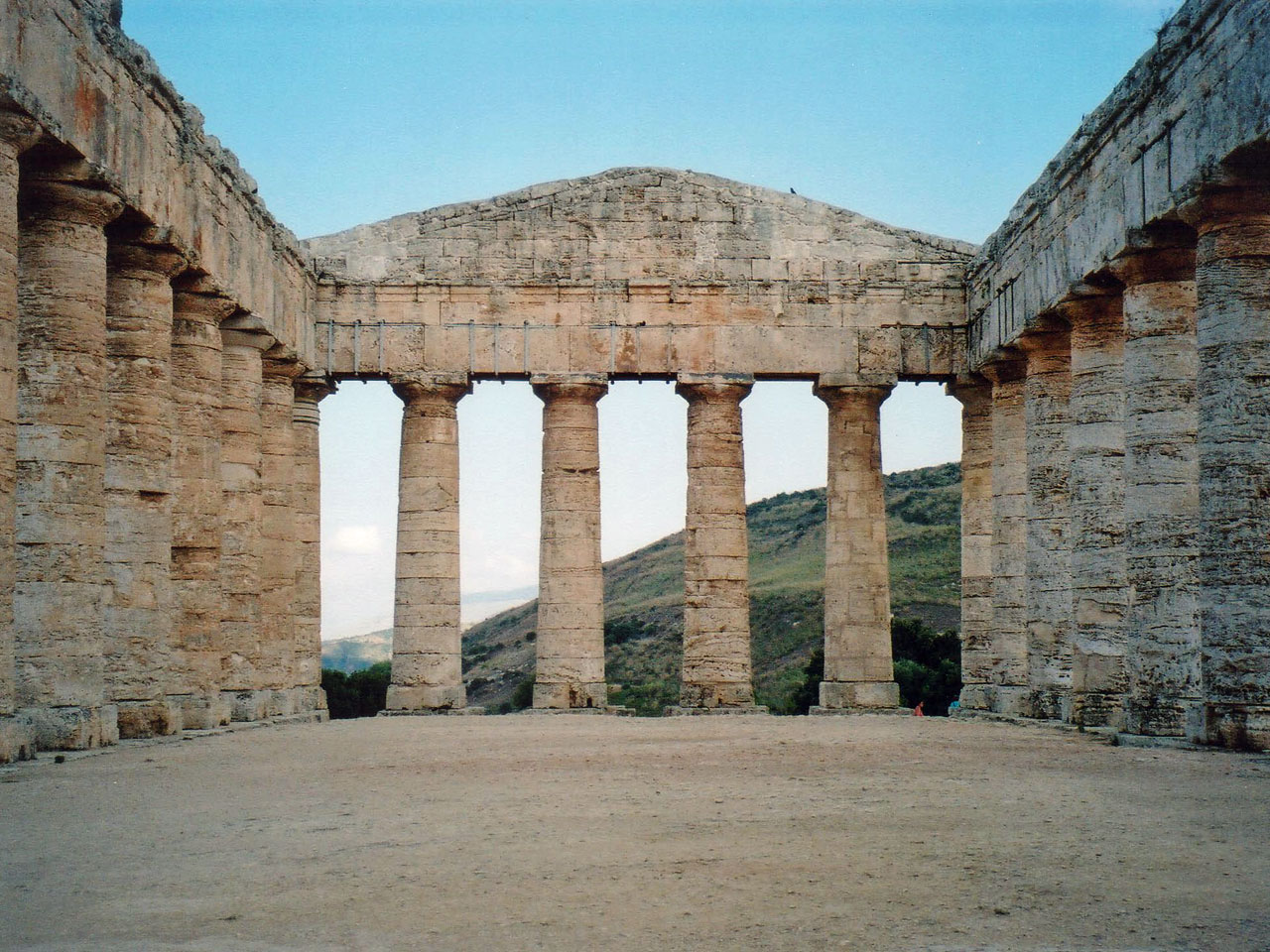
Đền thờ nữ thần Demeter

| Mười hai vị thần trên đỉnh Olympus                                                                                        |
| Zeus \| Hera \| Poseidon \| Hestia \| Demeter \| Aphrodite \| Athena \| Apollo \| Artemis \| Ares \| Hephaistos \| Hermes |